# Holcus
Holcus és un gènere de plantes de la família de les poàcies, ordre de les poals, subclasse de les commelínides, classe de les liliòpsides, divisió dels magnoliofitins.

## Taxonomia
- Holcus gayanus Boiss.
- Holcus lanatus L.
- Holcus mollis L.
- Holcus setiglumis Boiss. et Reuter

(vegeu-ne una relació més exhaustiva a Wikispecies)

## Sinònims
Arthrochloa R. Br., 
Ginannia Bubani, 
Homalachna Kuntze, 
Homalachne Kuntze, 
Nothoholcus Nash, 
Notholcus Nash ex Hitchc., 
Sorgum Adans.